# Nuttalliella namaqua
Nuttalliella namaqua är en fästingsart som beskrevs av G. A. H. Bedford 1931. Nuttalliella namaqua är den enda kända arten i släktet Nuttalliella och familjen Nuttalliellidae. Inga underarter finns listade i Catalogue of Life.